# 布蘭登·伍德
理察‧布蘭登‧伍德（Richard Brandon Wood，1985年3月2日—），生於德克薩斯州（Texas）的奧斯丁（Austin）。目前在美國職棒大聯盟（Major League Baseball）洛杉磯安那罕天使（Los Angeles Angels of Anaheim）擔任游擊手/三壘手。在西元2005年之前，右投右打的伍德不過是一位默默無聞的農場小將，但該季他傑出的打擊表現，使他迅速竄紅，成為小聯盟裡炙手可熱的新秀。

## 小聯盟歲月

### 2005年

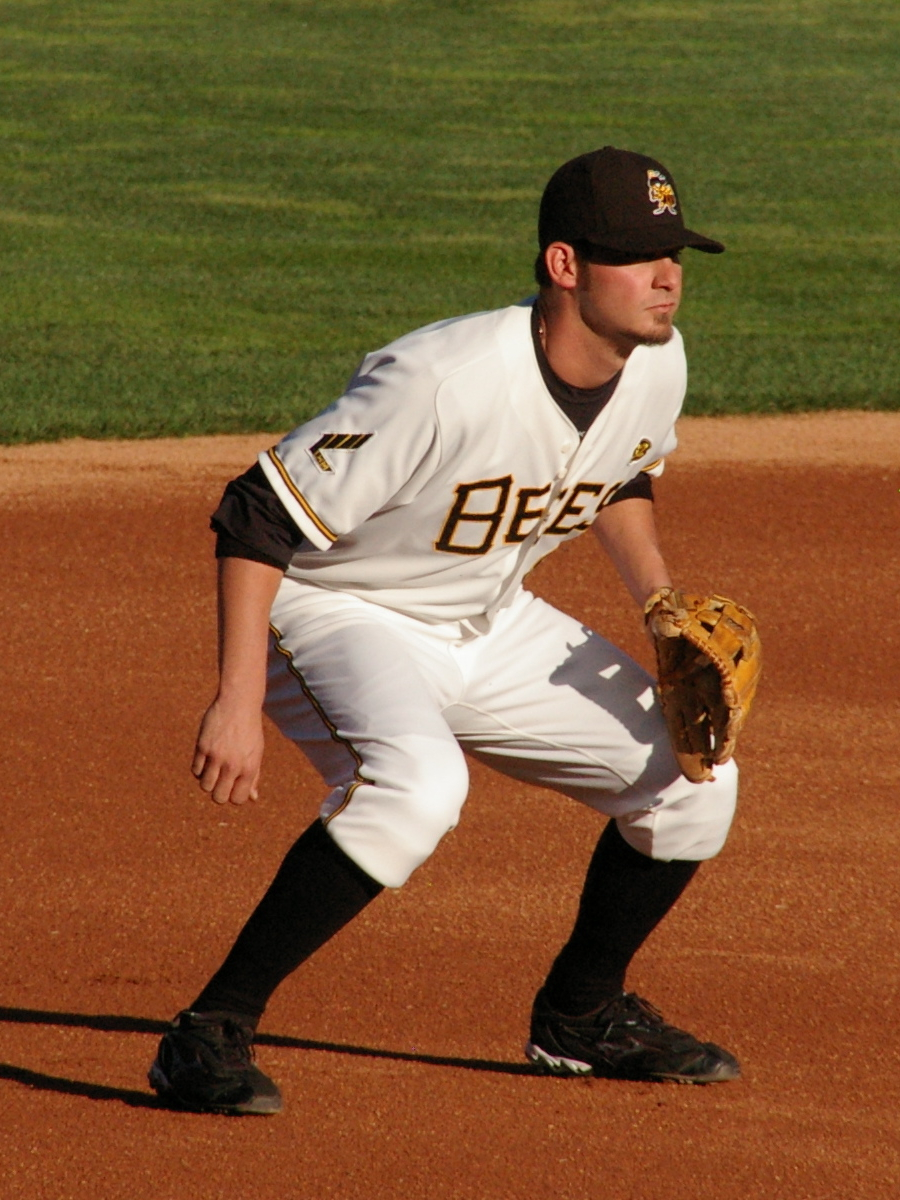
布蘭登·伍德

2005年球季，伍德在小聯盟1A倫秋庫卡蒙佳地震隊（Rancho Cucamonga Quakes）打出破加州聯盟（California League）紀錄的43支全壘打和51支二壘安打，以及.321的打擊率。稍後轉到3A鹽湖城蜂刺隊（Salt Lake Stingers）的四場比賽中，又擊出2隻二壘安打及1支三壘安打。他成為史上第一個單季打出超過100支長打的小聯盟球員。
該年表現突出的伍德，獲得很多獎項，包括：加州聯盟年度最佳打擊獎（Offensive Player of the Year）、小聯盟官方網站 （页面存档备份，存于）年度最佳球員獎、還有與新秀隊友霍伊·肯德瑞克共同榮獲的天使小聯盟的最佳合作獎(co-player of the Year)。
2005年10～11月之間，伍德獲選參加亞利桑那秋季聯盟（Arizona Fall League）的驚奇蠍子隊（Surprise Scorpions），他在壘上有人的情況下擊出破該聯盟紀錄的14支全壘打。11中他並被選為奧運區域資格賽美國隊的代表之一。
在2005年12月5日出刊的「全球體育衛星電視公司雜誌」（ESPN Magazine）第136頁的「技驚四座」（Big Surprise）專欄中，有對於伍德的專門介紹。

### 2006年
在2006球季之前，美國棒球（Baseball America）雜誌的小聯盟新秀排行，伍德高居第三名，僅次於戴蒙‧楊（Delmon Young）和賈斯丁‧俄普頓（Justin Upton）。他該年雖然表現平平，在2A阿肯色旅行者隊（Arkansas Travelers）的453個打數中，也穩定地繳出.276的打擊率、25支全壘打和19次盜壘的成績。

## 大聯盟生涯

### 2007年
2007年伍德再度被美國棒球選為年度10大新秀，這次排名第8。此年他移防到3壘，將游擊讓給隊友艾瑞克·艾巴，此動作也無形中加快了上大聯盟的腳步
四月25日，伍德首度升上大聯盟；隔天天使出戰坦帕灣魔鬼魚（Tampa Bay Devil Rays）的比賽中擔任三壘手。伍德在升大聯盟前，當年在3A鹽湖城蜜蜂隊的打擊率是.278、3支全壘打、15分打點。伍德的第一個大聯盟打席是面對魔鬼魚的韓籍投手席在應（Jae Seo），該打席他揮空遭到三振。四月29日，伍德再度在對芝加哥白襪（Chicago White Sox）的比賽先發三壘，並從對方的後援投手巴比·占克斯手中打出生涯大聯盟首安；但在該場比賽後，他又被下放回3A。

### 外部連結
- 球員資訊和成績在MLB，ESPN，Baseball-Reference，Fangraphs，The Baseball Cube，Baseball-Reference (Minors)（英文）
- No 9. - MLN FAB50 Baseball 2006 - Minor League News
- Minor league statistics （页面存档备份，存于）
- Minor League Splits and situational statistics[永久]
- Prodigious numbers add up for Wood （页面存档备份，存于）
- Wood enjoys blasting away at stereotypes[永久]